# ゲオルク・ハインリヒ・ヴェーバー

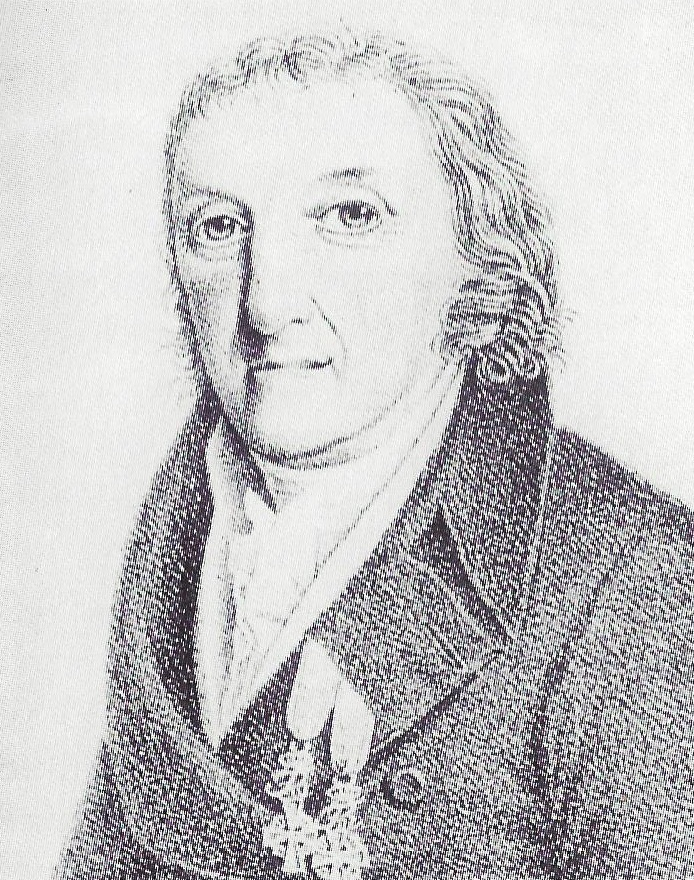
Georg Heinrich Weber

ゲオルク・ハインリヒ・ヴェーバー（Georg Heinrich Weber, ラテン語名：Georgius Henricus Weber, 1752年7月27日 - 1828年7月25日）は、ドイツの医師、植物学者である。

## 生涯
ゲッティンゲンに哲学者のアンドレアス・ヴェーバー (Andreas Weber) の息子に生まれた。ゲッティンゲン大学で医学を学び、1777年にキール大学の医学の解剖技師となり、1780年に医学と植物学の教授となった。それまで、キールを支配していたホルシュタイン公国の医学教育はきわめて劣悪なものであったので、患者の治療は自らの家や患者の家で行った。同じ年に病院を設立した。教育と治療のために薬草園を提供され、息子のフリードリヒ・ヴェーバー（Friedrich Weber, 1781年 - 1823年）やハインリヒ・モーア (Daniel Matthias Heinrich Mohr) らと植物学の研究を行った。1799年にホルシュタイン公爵の侍医となった。
植物学の分野では種子植物に加えて、地衣類、藻類、蘚苔類の研究に取りくみ、地衣類について先駆的な研究を行った。

## 著書
- Bitte an das Publicum um Unterstützung zu dem in Kiel zu errichtenden Krankenhause. 1788.
- Commentatio botanico-medica, sistens vires plantarum cryptogamicarum medicas. 1778. Untersucht den heilkundlichen Einsatz von Moosen und Farnen.
- Spicilegium florae Göttingensis plantas imprimis cryptogamicas Hercyniae illustrans. (Google books)
- Flora von Göttingen. 1778. Eine frühe Erfassung der Pflanzenbestände.
- Einige Erfahrungen über die Behandlung der jetzigen Ruhrepidemie.
- Ueber die Schleswig’schen Möwen und Holsteinschen Schwimmvögel. 1798.